# Богдановац (община Буяновац)
Вижте пояснителната страница за други значения на Богдановац.
Богдановац или Богдановец (на сръбски: Богдановац или Bogdanovac) е село в община Буяновац, Пчински окръг, Сърбия.

## История
В края на XIX век Богдановац е село в Прешевска кааза на Османската империя. Църквата „Свети Симеон Стълпник“ е от 1895 г. Според статистиката на Васил Кънчов („Македония. Етнография и статистика“) от 1900 година Божкевци, което може и да е Божиневац, е населявано от 170 жители българи християни. Според патриаршеския митрополит Фирмилиан в 1902 година в Богдановац има 33 сръбски патриаршистки къщи. По данни на секретаря на Българската екзархия Димитър Мишев („La Macédoine et sa Population Chrétienne“) в 1905 година в Богдановец (Bogdanovetz) има 240 българи патриаршисти гъркомани.

## Население
- 1948- 283
- 1953- 288
- 1961- 259
- 1971- 252
- 1981- 213
- 1991- 147
- 2002- 101

Етническият състав на населението според преброяването от 2002 година е:
- 98 (97,02%)- сърби
- 2 (1,98%)- македонци
- 1 (0,99%)- българи